# Daz Dillinger
Delmar Arnaud (Long Beach, California, 25 de mayo de 1973), más conocido como Daz Dillinger o Dripz Nigga Dillinger, es un rapero y productor.
Primo de Snoop Dogg, fue un miembro de Death Row Records, y contribuyó en la grabación del álbum The Chronic y Doggystyle de Dr. Dre y Snoop Dogg respectivamente, al igual que en la mayoría de grabaciones que salían de la discográfica.
Junto a Kurupt se hicieron llamar Tha Dogg Pound, y grabaron su primer álbum en 1995, bajo el nombre de Dogg Food. Tras el abandono de Dr. Dre a Death Row Records, Daz se convirtió en el productor principal de la discográfica y editó el segundo álbum de Snoop Dogg, Tha Doggfather, y otras varias compilaciones y bandas sonoras.

## Discografía

### Dogg Food
- Intro
- Dogg Pound Gangstaz
- Respect (ft Dr. Dre)
- New York, New York (ft Snoop Dogg)
- Smooth (ft Snoop Dogg)
- Cyco-Lic-No (Bitch Azz Niggaz) (ft Mr. Malik)
- Ridin' Slipin' And Slidin' (ft Mz So Sentral)
- Big Pimpin' - Big Pimpin Delemond
- Let's Play House (ft Nate Dogg & Michel'le)
- I Don't Like To Dream About Gettin' Paid (ft Nate Dogg)
- Do What I Feel (ft The Lady Of Rage)
- If We All Fuc (ft Snoop Dogg)
- Some Bomb Azz Pussy (ft Snoop Dogg)
- A Doggz Day After Noon (ft Snoop Dogg & Nate Dogg)
- Reality (ft Tray Deee)
- One By One (Subtracting Bitch Azz Niggaz From The Face Of The Earth)
- Sooo Much Style

### Retaliation, Revenge, And Get Back
1. Intro 'Gang Meeting' (ft Tray Deee, Ty Cuzz, Bad Azz & Techniec)/Gang Bangin Ass Criminal (ft Tha Gang, Kurupt & Techniec)
2. It's Going Down (ft Kurupt & Prince Ital Joe)
3. Playa Partners (ft B-Legit)
4. It Might Sound Crazy (ft Too $hort)
5. Our Daily Bread (ft Kurupt & Prince Ital Joe)
6. In California (ft Val Young)
7. Initiated - Thug Pound (Tha Dogg Pound, 2Pac & Outlawz)
8. Oh No (ft Tray Deee & J-Money)
9. Retaliation, Revenge And Get Back
10. O.G. (ft Snoop Dogg & Nate Dogg)
11. Baby Mama Drama (ft Tha Gang, Big C-Style & Lil' C-Style)
12. Only For U (ft Val Young & Big Pimpin')
13. Ridin' High (ft WC)
14. The Ultimate Come Up (ft Bad Azz & MC Eiht)
15. Thank God For My Life (ft Tray Deee, Soopafly, Bad Azz & Big Pimpin')
16. Outro 'Why Do We bang"

### R.A.W.
1. Super Cuz (Skit)
2. Street Gangs (Interlude)
3. What Cha Talkin' Bout
4. This Is Not Over 'Till We Say So
5. One-Nine-99 (ft Lil' C-Style & Big Pimpin')
6. Who's Knocc'n At My Door (ft Big Pimpin')
7. When Ya Lease Exspected
8. What It Iz
9. I'd Rather Lie 2 Ya (ft Kurupt)
10. On Tha Grind (ft Kurupt)
11. If U Want This Pussy (Interlude)
12. Your Girlfriend 2 (ft Mac Shawn & Soopafly)
13. R.A.W. (ft Kurupt)
14. It'z All About That Money
15. Movin' Arond (ft Slip Capone)
16. U Ain't Knowin' (ft Tray Deee)
17. Agony - LaToiya Williams
18. Feels Good (ft Kurupt & LaToiya Williams)
19. My System (ft Kurupt & Tha Mactress)
20. Baccstabber (ft Mark Morrison, Tray Deee & Big Pimpin')
21. Super Cuz (Skit)
22. Super Gangs (Skit)

### Daz Dillinger & JT The Bigga Figga - Long Beach 2 Fillmoe
1. What You Gone Do? (ft Telly Mac)
2. Playing Hard - JT ft Cosmo & The Commissiona
3. Street Life (ft Telly Mac)
4. One Nine - Daz ft Lil C-Style
5. Fillmoe - JT ft Playa P & The Commissiona
6. Game For Sale (ft Jacker, Buddah & The Commissiona)
7. Think Smart - San Quinn & Pookey
8. Still Hustlin (ft Telly Mac, Cosmo & Shawny Moe)
9. Nothing But The Dogg (ft Telly Mac)
10. Ain't Nothin' Changed - JT ft Killa Tay & Cosmo
11. Long Beach 2 Fillmoe (ft Telly Mac & Killa Tay)
12. No Love - Telly Mac, The Commissiona & Guce

### Daz Dillinger & JT The Bigga Figga - Game 4 Sale
1. Independent Bubble (ft E-40 & San Quinn)
2. I'm A Boss (ft Yukmouth, Dru Down & C-Bo)
3. They Know - JT (Solo)
4. Makin Moves (ft San Quinn, Sean T & Millo)
5. Balled Out (ft San Quinn)
6. What We Came Fo' (ft Guce & Gamblaz)
7. Game 4 Sale (ft Mac Mall, Yukmouth & Sean T)
8. I Ain't Tryin To Hear It (ft LaJoi)
9. Southern Expozure (ft San Quinn & Mississippi Mike)
10. Lovin It (ft Gamblaz, Troopa & LaJoi)
11. Sweet Love (ft Kurupt & Rappin 4-Tay)
12. Geez To Get (ft Killa Tay, Cozmo & Gamblaz)

### Who Ride Wit Us - Tha Compalation Vol. 1
Disc 1
1. Git Cha Walk On (ft WC & Xzibit)
2. I Don't Know Why (ft Lucc Lucciono)
3. We Yell Hey Hoo
4. Hustlaz (ft Young Bleed & Homeyz)
5. Crippin (ft C-Bo)
6. Here We Go Now (ft Hit From Tha LBC)
7. Who Wants 2 Be a Dope M.C. (ft Heltah Skeltah & Kurupt)
8. Don't Be Foolish (ft Snoop Doggy Dogg & Kurupt)
9. O/G 2 Me (ft Scarface & Kurupt)
10. Clocc'n C Notes (ft Made Men, Tray Deee, Soopafly & Kurupt)
11. We Came To Rock Ya Body (ft The Click, Snoop Doggy Dogg, Nate Dogg & Kurupt)
12. What You Gone Do (ft Doggy's Angels)

Disc 2
1. It Might Sound Crazy (Remix) (ft Too $hort)
2. Your Love Is Tha Shit (ft S.F.T.P.)
3. Animalz (ft 3tre Tha Hardway)
4. Put Tha Monkey in It (ft Soopafly)
5. Westside and Eastside (ft MC Eiht)
6. Bustaz (ft Lil' C-Style, Legaci, Tray Deee & RBX)
7. U Make Me Wanna (ft Usher)
8. Why Oh Why (ft Warren G & Kurupt)
9. Turf Stories (ft Mac Shawn & Tray Deee)
10. Afilliated (ft 3tre Tha Hardway & Woo)
11. Play (ft Jennifer "Hot Sexy" López)
12. Fyde Ryde (ft Sherm & Tex Mex)
13. Do You Know What You Talkin About (ft Young Weee)

### D.P.G - Dillinger & Young Gotti
1. Introduction
2. Dipp Wit Me (ft RBX)
3. We Livin' Gangsta Like (ft Xzibit)
4. Coastin'
5. We About To Get Fucc Up
6. Gitta Strippin
7. Work Dat Pussy
8. Party At My House
9. You're Jus A B.I.T.C.H.
10. Treat Her Like A Lady
11. At Night
12. Best Run (ft Beanie Siegel & Roscoe)
13. Shit Happenz
14. My Heart Don't Pump No Tear (ft Slip Capone)
15. There's Some Way Out
16. Here We Are Go Kill 'Em (Dillinger Solo)
17. I'ma Gangsta (Young Gotti Solo)
18. How Many
19. C-Walkin' Cha Cha Cha
20. D.P.G.
21. Dillinger & Young Gotti (Outro)

### 2002
1. Intro
2. Roll Wit Us
3. Just Doggin' (ft Nate Dogg)
4. Smoke - Kurupt ft Snoop Doggy Dogg & The Relativez
5. Gangsta Rap (ft Crooked I)
6. 10 Til Midnight - Kurupt
7. Living The Gangsta Life (ft Xzibit)
8. Don't Stop (ft 2pac)
9. Change The Game (Remix) (ft Jay-Z, Beanie Sigel & Memphis Bleek)
10. Crip Wit Us
11. What Cha About - Kurupt
12. Your Gyrlfriend 2 - Daz ft Soopafly & Mac Shawn
13. Feels Good
14. Way Too Often - Kurupt & Soopafly
15. It'z All About That Money - Daz

### This Is The Life I Lead
1. Intro - D.P.G.C. 4 Life
2. Drama
3. Ain't That Somethin (ft Crystal & P.F.N.)
4. Bitch Bitch Bitch Make Me Rich (ft Too $hort)
5. Keep It Gangsta
6. I Live Every Day Like I Could Die Dat Day
7. Load Up (ft Tanya Herron)
8. Run Tha Streetz
9. We Do This Passion!
10. Redrum Galour! (ft Mean Piece)
11. This Is the Life I Lead
12. Outro - D.P.G.C. 4 Life
13. Gangsta Prerogative (ft Kurupt & Roscoe)
14. Lonely (ft Kurupt)
15. Keep It Gangsta (Remix)

### D.P.G - The Last Of Tha Pound
1. Don't Stop Keep Going (Original) (ft Nas)
2. It Ain't My Fault (AKA "Pussy-eater cum-hand Marion") (ft Bad Azz)
3. What Tha People Say
4. School Yard (AKA DPGC High)
5. Got To Get It Get It (ft Foxy Brown)
6. Some Likk Coochie Some Likk Dick
7. Stories Of Hoez We Know
8. Jack Move (ft Outlawz)
9. We R Them Dogg Pound Gangstaz
10. Started

### I Got Love In These Streetz
1. Intro
2. I Got Love In These Streetz
3. Only Move 4 Tha Money (So We Comin' Up) (ft 2pac & Bad Azz)
4. It's Just The Way U Move (ft Gail Gotti)
5. Daz
6. Shake The Booty
7. Love:Happiness
8. When Tha Feelin Is Right
9. Ima Get Mine Anyway (ft 5th Ward Boys)

### Makaveli & Dillinger - Don't Go To Sleep
1. Wake Up My People (Intro)
2. Don't Go To Sleep (ft Kurupt)
3. First 2 Bomb (ft Tanya Herron)
4. Let's Get It, Let's Fight
5. Um Dumpin (Fukk Tha Police) (ft Young Assassins)
6. They Don't Give a Fukk About Us (ft Outlawz)

### DPGC: U Know What I'm Throwin' Up
1. Bigg Snoop Dogg Intro - Snoop Dogg
2. I'll Beacho Azz (ft Soopafly)
3. Public Service Announcement - Snoop Dogg
4. U Ain't Shit (ft Bad Azz)
5. WBALLZ Interlude - Snoop Dogg
6. Dogg Catcha (ft Soopafly)
7. Snoopy Collins Interlude - Snoop Dogg
8. All Night Long
9. It's Dat Gangsta Shit (ft Snoop Dogg & Crystal)
10. Skirt Out
11. Snoop Interlude "Suck Me" - Snoop Dogg
12. Don't Stop (ft Soopafly)
13. Snoop Interlude "Quit Playin'" - Snoop Dogg
14. Can't Stop That Gangsta Shit (ft Big Yoni)
15. Snoop Interlude "Kick Some Gangsta Shit" - Snoop Dogg
16. Deez Niggaz Trippin' (ft Soopafly)
17. Introduction 2 Mayhem (ft Soopafly)
18. WBALLZ Interlude - Snoop Dogg
19. Round & Round We Go (ft Shon Don of P.F.N.)
20. DPGC: U Know What I'm Throwin' Up (ft Goldie Loc & Snoop Dogg)
21. Pimpin' Olympics Interlude - Snoop Dogg
22. Ain't Nothin' But A Gangsta Party Part 2 (ft whiteboy Ryan)
23. I Got Dat Fire Intro
24. I Got Dat Fire (ft Snoop Dogg, E-White & Uncle Reo)
25. Snoop & Daz Interlude "Reminisce" (ft Snoop Dogg)
26. World So Cold (I'll Beacho Azz Remix) (ft Shon Don of P.F.N.)
27. A Message To Ricardo Brown
28. Church Interlude
29. Who Dem Niggaz
30. Let's Roll (ft Crystal & Shon Don of P.F.N.)
31. A Message From Delmar Arnaud

### I Got Love In These Streetz - The Album
1. Intro
2. I Got Love in These Streetz
3. From The West Coast feat. Pornostyle
4. Feel It feat. Bun-B
5. That's What She Do
6. Tha Life Of A Playa
7. Get Hi
8. If U Want 2 Fu** Wit Me feat. Houston's Finest
9. My System (The Remix)
10. I Can't Spend The Night feat. Shon-Don & Crystal
11. It's Just The Way You Move feat. Gail Gotti
12. Shake Tha Booty
13. Callin' My Name
14. Shoot Em Up feat Shon-Don & Crystal
15. Gangsta Summer
16. Love & Happiness
17. When Tha Feelin Is Right
18. I'ma Get Mine Anyway

### Tha Dogg Pound Gangsta LP
1. That's The Way We Ride
2. Do U Think About
3. Everybody Givin' It Up
4. 'N Tha Yard (Interlude)
5. Nuthin' Can Stop Us Now (feat. George Clinton)
6. Do U Know
7. Tha Funeral (skit)
8. FU** Dreamin' Tha Same Dream
9. My Mama Said...
10. My Ambitionz Az A Ridah 2005
11. Hey, How Ya Doin'
12. Come Close
13. Rocc Wit Daz
14. Bomb A** P***y 2005
15. Ni**a Gotta Hustle It Up
16. Gittin' Buccwild
17. Gitt A Dose of Dis Hot Ish
18. Tha Dogg Pound Gangsta
19. F*** Tha Police 2005

### Gangsta Crunk
1. Intro (Penitentiary Chances)
2. Now Dat's Gangsta
3. It All Goes Down (Skit)
4. We Mean Bizniz
5. Put'n it Down (Skit)
6. We Gon' Sho U
7. I'm Lookin for Dat Gangsta Bitch
8. Can I Bounce Dat
9. Bigg O' Butt
10. Tow Up From Tha Flo' Up
11. Run Up & Git Dun Up
12. It's Time to Ride on 'Em
13. A License to Kill

### D.P.G - Dillinger & Young Gotti Part II Tha Saga Continuez
1. Tha Saga Continuez... (Intro)
2. DPGC Muzic
3. Blast 'Em Up (Skit)
4. Cuz I'm a Gangsta
5. Hittin' Donutz in tha Streetz
6. Say It
7. We Gitt
8. U Remind Me... - Feat Men-Nefer
9. Make Me a Believer
10. I Luv When U - Feat Men-Nefer
11. What U Gone Do?
12. Push Bacc
13. Ride & Creep
14. Feels Good to Be a Dogg Pound Gangsta (Outro)

- Datos: Q551154
- Multimedia: Daz Dillinger / Q551154